# Pilar Perea Moreno
María Pilar Perea Moreno (Madrid, 1969) es una pintora, pianista y política española, ganadora en 2009 del XXIV Premio BMW de pintura con su obra plástica “Menorca. Luis pensando”.

## Trayectoria
Perea estudió Bellas artes entre 1989 y 1993 en la Universidad Complutense de Madrid. También estudió música y obtuvo el título profesional de Piano en el Real Conservatorio Superior de Música de Madrid. Después realizó proyectos en los que se especializó como docente musical durante dos décadas. Ha trabajado como profesora en diversas instituciones, entre otras el aula de Música de Alcalá de Henares, en la Escuela Waldorf y en La Casa Encendida. Además desarrolló proyectos pedagógicos y obras creativas como artista plástica.
Experta en la influencia transversal y mutua del arte en la sociedad, ha coordinado proyectos culturales. Destacar la coordinación que Perea realizó para el II Foro de las Violencias Urbanas de 2018 celebrado en Madrid. Diseñó y realizó el marco del proyecto «Madrid en crudo», promoviendo marcos y espacios de innovación para la creación y formación en artes escénicas, danza y música, en los que se promueva la convivencia y el debate. 
Desde 2017 ha ejercido puestos políticos, fue vocal asesora del Ayuntamiento de Madrid entre 2017 y 2019. Incluida en el número 16 de la lista de Más Madrid de cara a las elecciones municipales de 2019 en Madrid, resultó elegida concejala del Ayuntamiento de Madrid.

## Reconocimientos
- 2009 primer premio por Menorca. Luis pensando. XXIV Premio BMW de Pintura.[1]